# Baumgarten (Gemeinde Munderfing)
Baumgarten ist eine Rotte der Gemeinde Munderfing in Oberösterreich (Bezirk Braunau am Inn). Die Ortschaft hat 30 Einwohner (Stand 1. Jänner 2024).

## Geographie
Baumgarten liegt im Süden der Gemeinde Munderfing bzw. im Südwesten der Katastralgemeinde Achenlohe. Vom Zentrum der Gemeinde erreicht man die Ortschaft über die nach Südosten führende Hauptstraße sowie die Braunauer Straße und abzweigende Straßen bei Lichteneck oder Parz. Die Häuser der Ortschaft liegen in einer größeren Häusergruppe südlich des Schwemmbachs, zwei weitere befinden sich nördlich des Baches. Zudem befindet sich ein Gebäude weit abgelegen zwischen der eigentlichen Ortschaft und dem Nachbarort Valentinhaft. Benachbarte Ortschaften sind Lichteneck im Norden, Achenlohe im Nordwesten, Valentinhaft im Westen, Kolming im Südosten und Parz im Osten.
Für Baumgarten wurden 2001 insgesamt 11 Gebäude gezählt, wobei neun Gebäude über einen Hauptwohnsitz verfügten und 12 Wohnungen bzw. 11 Haushalte bestanden. In der Ortschaft bestanden zwei land- und forstwirtschaftliche Betriebsstätten sowie zwei sonstige Arbeitsstätten.

## Geschichte und Bevölkerung
Der Ortsname Baumgarten leitet sich von Garten mit Bäumen ab, wobei der Ortsname erstmals im Passauer Urbar 1324 als „Paumgertin“g belegt ist. Im 18. Jahrhundert bestand die Ortschaft aus vier Häusern bzw. Bauernhöfen, dem Tischlerhaus, früher Taubenvichtenhäusl oder Taubenveitlhäusl (Baumgarten 1), dem Lippenbauer-Gut, früher Diggenbauerngut (Baumgarten 3) und dem Hausl-Gut, früher Weberbauerngut oder Webergütl (Baumgarten 6). Das Schrödergut südöstlich der heutigen Ortschaft existiert hingegen nicht mehr. Erst später kam das im Westen abgelegene Melchhammer-Haus (Baumgarten 7) hinzu.
Im Jahr 1869 lebten in Baumgarten 21 Menschen in sechs Häusern. Bis zum Jahr 1910 stieg die Einwohnerzahl leicht, wobei in diesem Jahr 24 Einwohner in sieben Häusern gezählt wurden. Alle Einwohner der Ortschaft waren katholisch.